# آلبوم بهار
آلبوم بهار نام پنجمین آلبوم رسمی گروه موسیقی رستاک است. این اثر به سرپرستی و آهنگسازی سیامک سپهری و خوانندگی فرزاد مرادی، بهزاد مرادی، اکبر اسماعیلی پور، مجید پوستی، یاور احمدی فر و کارگردانی خانم لیلا مرآت به تهیه کنندگی شرکت هنر اول در بهار ۱۳۹۷ منتشر شد.

## همنوازان
- سیامک سپهری: سرپرست گروه و نوازنده تار
- فرزاد مرادی: خواننده و نوازنده سه‌تار، عود و قوپوز
- بهزاد مرادی: خواننده و نوازنده سازهای کوبه‌ای و باغلاما
- اکبر اسماعیلی پور: خواننده و نوازنده تار، سه‌تار و عود
- صبا جمالی: نوازنده قانون، سنجک و سه‌تار
- یاور احمدی فر: خواننده و نوازنده دف، پیپه، دایره زنگی و دهل
- امید مصطفوی: نوازنده تمبک، ناقارا، کوزه، ضرب و حلب
- سپهر سعادتی: نوازنده کنتر باس، گیتار باس، گیتار و عود
- دینا دوستی: نوازنده کمانچه، ویلنسل
- حامد بلندهمت: نوازنده نی‌جفتی جنوب، دوزله کردستان، سرنا و بالابان
- فرزاد خورشیدسوار: نوازنده دفت، داربوکا و دهل
- مجید پوستی: خواننده و طراح بخش کوبه‌ای

## آهنگ‌ها
- مندیر (بختیاری)
- شکوفه (فارسی)
- نوروز (بندرعباسی)
- گل‌پامچال (گیلکی)
- وهار (کردی)
- گل‌پونه (فارسی)
- لاله‌لر (آذری)